# Interlands Oostenrijks voetbalelftal 1950-1959
Deze pagina toont een chronologisch en gedetailleerd overzicht van de interlands die het Oostenrijks voetbalelftal heeft gespeeld in de periode 1950 – 1959.

## Interlands

### 1950
| |                                                           |       |                                                        |                                                                                  |
| 19 maart Centraal-Europese Internationale Beker 1948-1953 № 221 «onderlinge duels» 16:00 uur (UTC+1) | Oostenrijk                                                | 3 – 3 | Zwitserland                                            | Praterstadion, Wenen Toeschouwers: 62.000 Scheidsrechter: Giovanni Galeati (ITA) |
| 19 maart Centraal-Europese Internationale Beker 1948-1953 № 221 «onderlinge duels» 16:00 uur (UTC+1) | Ernst Ocwirk 11' Robert Körner 14' Karl Decker 32' (pen.) |       | 41' Jacques Fatton 51' Jean Tamini 86' Traugott Oberer | Praterstadion, Wenen Toeschouwers: 62.000 Scheidsrechter: Giovanni Galeati (ITA) |

| |                    |       |        |                                                                              |
| 2 april Centraal-Europese Internationale Beker 1948-1953 № 222 «onderlinge duels» 16:30 uur (UTC+1) | Oostenrijk         | 1 – 0 | Italië | Praterstadion, Wenen Toeschouwers: 63.000 Scheidsrechter: Henry Pearce (ENG) |
| 2 april Centraal-Europese Internationale Beker 1948-1953 № 222 «onderlinge duels» 16:30 uur (UTC+1) | Ernst Melchior 52' |       |        | Praterstadion, Wenen Toeschouwers: 63.000 Scheidsrechter: Henry Pearce (ENG) |

|                                                                     |                                                                                    |       |                                                               |                                                                                 |
| 14 mei Vriendschappelijk № 223 «onderlinge duels» 16:30 uur (UTC+1) | Oostenrijk                                                                         | 5 – 3 | Hongarije                                                     | Prater-Stadion, Wenen Toeschouwers: 63.000 Scheidsrechter: Gunnar Dahlner (SWE) |
| 14 mei Vriendschappelijk № 223 «onderlinge duels» 16:30 uur (UTC+1) | Robert Dienst 7' Karl Decker 19' (pen.), 68' Lukas Aurednik 47' Ernst Melchior 72' |       | 16' Sándor Kocsis 25' (pen.) Ferenc Puskás 63' Gyula Szilágyi | Prater-Stadion, Wenen Toeschouwers: 63.000 Scheidsrechter: Gunnar Dahlner (SWE) |

|                                                                        | |       |                                     |                                                                            |
| 8 oktober Vriendschappelijk № 224 «onderlinge duels» 15:00 uur (UTC+1) | Oostenrijk                                                                                             | 7 – 2 | Joegoslavië                         | Prater-Stadion, Wenen Toeschouwers: 60.000 Scheidsrechter: Jean Lutz (SUI) |
| 8 oktober Vriendschappelijk № 224 «onderlinge duels» 15:00 uur (UTC+1) | Karl Decker 15' Ernst Stojaspal 21', 68' Theodor Wagner 31' Lukas Aurednik 50' Ernst Melchior 59', 86' |       | 34' Rajko Mitić 74' Todor Živanović | Prater-Stadion, Wenen Toeschouwers: 60.000 Scheidsrechter: Jean Lutz (SUI) |

|                                                                         |                                                |       |                                            |                                                                                         |
| 29 oktober Vriendschappelijk № 225 «onderlinge duels» 14:00 uur (UTC+1) | Hongarije                                      | 4 – 3 | Oostenrijk                                 | Megyeri úti stadion, Boedapest Toeschouwers: 45.000 Scheidsrechter: Arthur Blythe (ENG) |
| 29 oktober Vriendschappelijk № 225 «onderlinge duels» 14:00 uur (UTC+1) | Ferenc Puskás 10', 13', 90' Gyula Szilágyi 67' |       | 24', 52' Theodor Wagner 85' Ernst Melchior | Megyeri úti stadion, Boedapest Toeschouwers: 45.000 Scheidsrechter: Arthur Blythe (ENG) |

|                                                                         |                                                                   |       |                      |                                                                              |
| 5 november Vriendschappelijk № 226 «onderlinge duels» 14:00 uur (UTC+1) | Oostenrijk                                                        | 5 – 1 | Denemarken           | Prater-Stadion, Wenen Toeschouwers: 50.000 Scheidsrechter: Leo Lemešić (YUG) |
| 5 november Vriendschappelijk № 226 «onderlinge duels» 14:00 uur (UTC+1) | Ernst Melchior 5' Theodor Wagner 19', 21', 44' Lukas Aurednik 72' |       | 15' Erik Kuld Jensen | Prater-Stadion, Wenen Toeschouwers: 50.000 Scheidsrechter: Leo Lemešić (YUG) |

|                                                                        |           |                    |            |                                                                               |
| 13 december Vriendschappelijk № 227 «onderlinge duels» 14:15 uur (UTC) | Schotland | 0 – 1              | Oostenrijk | Hampden Park, Glasgow Toeschouwers: 68.000 Scheidsrechter: William Ling (ENG) |
| 13 december Vriendschappelijk № 227 «onderlinge duels» 14:15 uur (UTC) |           | 26' Ernst Melchior |            | Hampden Park, Glasgow Toeschouwers: 68.000 Scheidsrechter: William Ling (ENG) |

### 1951
|                                                                     |                                                         |       |           |                                                                                               |
| 27 mei Vriendschappelijk № 228 «onderlinge duels» 17:00 uur (UTC+1) | Oostenrijk                                              | 4 – 0 | Schotland | Ernst Happelstadion, Ernst Happelstadion Toeschouwers: 65.000 Scheidsrechter: Jean Lutz (SUI) |
| 27 mei Vriendschappelijk № 228 «onderlinge duels» 17:00 uur (UTC+1) | Gerhard Hanappi 42', 56' Theodor Wagner 70' (pen.), 87' |       |           | Ernst Happelstadion, Ernst Happelstadion Toeschouwers: 65.000 Scheidsrechter: Jean Lutz (SUI) |

|                                                                      |                                            |       |                                                                 |                                                                                            |
| 17 juni Vriendschappelijk № 229 «onderlinge duels» 13:30 uur (UTC+1) | Denemarken                                 | 3 – 3 | Oostenrijk                                                      | Københavns Idrætspark, Kopenhagen Toeschouwers: 23.300 Scheidsrechter: Maurice Hamus (LUX) |
| 17 juni Vriendschappelijk № 229 «onderlinge duels» 13:30 uur (UTC+1) | Aage Rou Jensen 52', 65' Knud Lundberg 53' |       | 24' Ernst Melchior 33' (pen.) Theodor Wagner 68' Johann Riegler | Københavns Idrætspark, Kopenhagen Toeschouwers: 23.300 Scheidsrechter: Maurice Hamus (LUX) |

|                                                                           |            |                                    |                |                                                                             |
| 23 september Vriendschappelijk № 230 «onderlinge duels» 16:00 uur (UTC+1) | Oostenrijk | 0 – 2                              | West-Duitsland | Prater-Stadion, Wenen Toeschouwers: 63.000 Scheidsrechter: Bill Evans (ENG) |
| 23 september Vriendschappelijk № 230 «onderlinge duels» 16:00 uur (UTC+1) |            | 55' Max Morlock 87' Hans Haferkamp |                | Prater-Stadion, Wenen Toeschouwers: 63.000 Scheidsrechter: Bill Evans (ENG) |

|                                                                         |                       |       | |                                                                                |
| 14 oktober Vriendschappelijk № 231 «onderlinge duels» 15:00 uur (UTC+1) | België                | 1 – 8 | Oostenrijk                                                                                                  | Heizelstadion, Brussel Toeschouwers: 55.156 Scheidsrechter: Arthur Ellis (ENG) |
| 14 oktober Vriendschappelijk № 231 «onderlinge duels» 15:00 uur (UTC+1) | Victor Lemberechts 8' |       | 30', 50' Dolfi Huber 44', 63' Ernst Stojaspal 62', 87' Ernst Melchior 76' Alfred Körner 88' Gerhard Hanappi | Heizelstadion, Brussel Toeschouwers: 55.156 Scheidsrechter: Arthur Ellis (ENG) |

|                                                                         |                        |       |                                       |                                                                                                  |
| 1 november Vriendschappelijk № 232 «onderlinge duels» 15:00 uur (UTC+1) | Frankrijk              | 2 – 2 | Oostenrijk                            | Stade olympique Yves-du-Manoir, Colombes Toeschouwers: 61.687 Scheidsrechter: William Ling (ENG) |
| 1 november Vriendschappelijk № 232 «onderlinge duels» 15:00 uur (UTC+1) | Jean Grumellon 3', 45' |       | 12' Alfred Körner 15' Ernst Stojaspal | Stade olympique Yves-du-Manoir, Colombes Toeschouwers: 61.687 Scheidsrechter: William Ling (ENG) |

|                                                                        |                                         |       |                                               |                                                                                |
| 28 november Vriendschappelijk № 233 «onderlinge duels» 14:15 uur (UTC) | Engeland                                | 2 – 2 | Oostenrijk                                    | Wembley Stadium, Londen Toeschouwers: 100.000 Scheidsrechter: Jack Mowat (SCO) |
| 28 november Vriendschappelijk № 233 «onderlinge duels» 14:15 uur (UTC) | Alf Ramsey 68' (pen.) Nat Lofthouse 75' |       | 46' Ernst Melchior 88' (pen.) Ernst Stojaspal | Wembley Stadium, Londen Toeschouwers: 100.000 Scheidsrechter: Jack Mowat (SCO) |

### 1952
|                                                                       |                          |       |        |                                                                                    |
| 23 maart Vriendschappelijk № 234 «onderlinge duels» 16:00 uur (UTC+1) | Oostenrijk               | 2 – 0 | België | Prater-Stadion, Wenen Toeschouwers: 58.000 Scheidsrechter: Miljenko Podubsky (YUG) |
| 23 maart Vriendschappelijk № 234 «onderlinge duels» 16:00 uur (UTC+1) | Ernst Stojaspal 60', 63' |       |        | Prater-Stadion, Wenen Toeschouwers: 58.000 Scheidsrechter: Miljenko Podubsky (YUG) |

|                                                                    |                                                                     |       |         |                                                                                  |
| 7 mei Vriendschappelijk № 235 «onderlinge duels» 17:15 uur (UTC+1) | Oostenrijk                                                          | 6 – 0 | Ierland | Prater-Stadion, Wenen Toeschouwers: 64.000 Scheidsrechter: Adolf Reinhardt (FRG) |
| 7 mei Vriendschappelijk № 235 «onderlinge duels» 17:15 uur (UTC+1) | Dolfi Huber 22', 24', 26' Walter Haummer 36' Robert Dienst 58', 81' |       |         | Prater-Stadion, Wenen Toeschouwers: 64.000 Scheidsrechter: Adolf Reinhardt (FRG) |

|                                                                     |                                   |       |                                          |                                                                                   |
| 25 mei Vriendschappelijk № 236 «onderlinge duels» 17:00 uur (UTC+1) | Oostenrijk                        | 2 – 3 | Engeland                                 | Prater-Stadion, Wenen Toeschouwers: 64.000 Scheidsrechter: Giuseppe Carpani (ITA) |
| 25 mei Vriendschappelijk № 236 «onderlinge duels» 17:00 uur (UTC+1) | Dolfi Huber 27' Robert Dienst 42' |       | 25', 83' Nat Lofthouse 28' Jackie Sewell | Prater-Stadion, Wenen Toeschouwers: 64.000 Scheidsrechter: Giuseppe Carpani (ITA) |

|                                                                      |                     |       |                 |                                                                                     |
| 22 juni Vriendschappelijk № 237 «onderlinge duels» 16:30 uur (UTC+1) | Zwitserland         | 1 – 1 | Oostenrijk      | Stade des Charmilles, Genève Toeschouwers: 19.233 Scheidsrechter: Helmut Fink (FRG) |
| 22 juni Vriendschappelijk № 237 «onderlinge duels» 16:30 uur (UTC+1) | Ferdinando Riva 79' |       | 40' Karl Decker | Stade des Charmilles, Genève Toeschouwers: 19.233 Scheidsrechter: Helmut Fink (FRG) |

|                                                                           |                                                                   |       |                                   |                                                                             |
| 21 september Vriendschappelijk № 238 «onderlinge duels» 16:00 uur (UTC+1) | Joegoslavië                                                       | 4 – 2 | Oostenrijk                        | JNA Stadion, Belgrado Toeschouwers: 50.000 Scheidsrechter: Bill Evans (ENG) |
| 21 september Vriendschappelijk № 238 «onderlinge duels» 16:00 uur (UTC+1) | Stjepan Bobek 14', 87' (pen.) Stjepan Bobek 51' Bernard Vukas 56' |       | 63' Alfred Körner 73' Fritz Cejka | JNA Stadion, Belgrado Toeschouwers: 50.000 Scheidsrechter: Bill Evans (ENG) |

|                                                                         |                           |       |                                      |                                                                               |
| 19 oktober Vriendschappelijk № 239 «onderlinge duels» 15:00 uur (UTC+1) | Oostenrijk                | 1 – 2 | Frankrijk                            | Prater-Stadion, Wenen Toeschouwers: 62.000 Scheidsrechter: Arthur Ellis (ENG) |
| 19 oktober Vriendschappelijk № 239 «onderlinge duels» 15:00 uur (UTC+1) | Otto Walzhofer 47' (pen.) |       | 10' Jean Baratte 26' Armand Penverne | Prater-Stadion, Wenen Toeschouwers: 62.000 Scheidsrechter: Arthur Ellis (ENG) |

|                                                                        |                    |       |                | |
| 23 november Vriendschappelijk № 240 «onderlinge duels» 15:00 uur (UTC) | Portugal           | 1 – 1 | Oostenrijk     | Estádio do Futebol Clube do Porto, Porto Toeschouwers: 50.000 Scheidsrechter: Ernst Dörflinger (SUI) |
| 23 november Vriendschappelijk № 240 «onderlinge duels» 15:00 uur (UTC) | José Travassos 32' |       | 71' Paul Halla | Estádio do Futebol Clube do Porto, Porto Toeschouwers: 50.000 Scheidsrechter: Ernst Dörflinger (SUI) |

### 1953
|                                                                       |                |       |            |                                                                                        |
| 22 maart Vriendschappelijk № 241 «onderlinge duels» 15:30 uur (UTC+1) | West-Duitsland | 0 – 0 | Oostenrijk | Müngersdorfer Stadion, Keulen Toeschouwers: 76.000 Scheidsrechter: Henri Bauwens (BEL) |
| 22 maart Vriendschappelijk № 241 «onderlinge duels» 15:30 uur (UTC+1) |                |       |            | Müngersdorfer Stadion, Keulen Toeschouwers: 76.000 Scheidsrechter: Henri Bauwens (BEL) |

|                                                                     |                                                                |       |            |                                                                                |
| 25 maart Vriendschappelijk № 242 «onderlinge duels» 16:30 uur (UTC) | Ierland                                                        | 4 – 0 | Oostenrijk | Dalymount Park, Dublin Toeschouwers: 40.000 Scheidsrechter: Arthur Ellis (ENG) |
| 25 maart Vriendschappelijk № 242 «onderlinge duels» 16:30 uur (UTC) | Alf Ringstead 47', 54' Tommy Eglington 73' Frank O'Farrell 82' |       |            | Dalymount Park, Dublin Toeschouwers: 40.000 Scheidsrechter: Arthur Ellis (ENG) |

|                                                                       |                   |       |                     |                                                                                      |
| 26 april Vriendschappelijk № 243 «onderlinge duels» 17:00 uur (UTC+1) | Hongarije         | 1 – 1 | Oostenrijk          | Megyeri úti stadion, Boedapest Toeschouwers: 44.000 Scheidsrechter: Bill Evans (ENG) |
| 26 april Vriendschappelijk № 243 «onderlinge duels» 17:00 uur (UTC+1) | Zoltán Czibor 43' |       | 16' Rainer Hinesser | Megyeri úti stadion, Boedapest Toeschouwers: 44.000 Scheidsrechter: Bill Evans (ENG) |

|                                                                              | |       |                |                                                                                |
| 27 september WK 1954 kwalificatie № 244 «onderlinge duels» 16:00 uur (UTC+1) | Oostenrijk | 9 – 1 | Portugal       | Prater-Stadion, Wenen Toeschouwers: 60.000 Scheidsrechter: Henri Bauwens (BEL) |
| 27 september WK 1954 kwalificatie № 244 «onderlinge duels» 16:00 uur (UTC+1) | Ernst Ocwirk 13' Erich Probst 14', 19', 31', 59', 70' Ernst Happel 68' (pen.) Theodor Wagner 83' Robert Dienst 87' |       | 60' José Águas | Prater-Stadion, Wenen Toeschouwers: 60.000 Scheidsrechter: Henri Bauwens (BEL) |

|                                                                         |                                     |       |                                             |                                                                                  |
| 11 oktober Vriendschappelijk № 245 «onderlinge duels» 15:30 uur (UTC+1) | Oostenrijk                          | 2 – 3 | Hongarije                                   | Prater-Stadion, Wenen Toeschouwers: 65.000 Scheidsrechter: René Baumberger (SUI) |
| 11 oktober Vriendschappelijk № 245 «onderlinge duels» 15:30 uur (UTC+1) | Ernst Happel 55' Theodor Wagner 85' |       | 57' Lajos Csordás 65', 74' Nándor Hidegkuti | Prater-Stadion, Wenen Toeschouwers: 65.000 Scheidsrechter: René Baumberger (SUI) |

|                                                                           |          |       |            |                                                                                         |
| 29 november WK 1954 kwalificatie № 246 «onderlinge duels» 14:30 uur (UTC) | Portugal | 0 – 0 | Oostenrijk | Estádio Nacional, Oeiras Toeschouwers: 60.000 Scheidsrechter: Louis Fauquemberghe (FRA) |
| 29 november WK 1954 kwalificatie № 246 «onderlinge duels» 14:30 uur (UTC) |          |       |            | Estádio Nacional, Oeiras Toeschouwers: 60.000 Scheidsrechter: Louis Fauquemberghe (FRA) |

### 1954
|                                                                       |            |                         |           |                                                                                   |
| 11 april Vriendschappelijk № 247 «onderlinge duels» 16:30 uur (UTC+1) | Oostenrijk | 0 – 1                   | Hongarije | Prater-Stadion, Wenen Toeschouwers: 62.000 Scheidsrechter: Giorgio Bernardi (ITA) |
| 11 april Vriendschappelijk № 247 «onderlinge duels» 16:30 uur (UTC+1) |            | 43' (e.d.) Ernst Happel |           | Prater-Stadion, Wenen Toeschouwers: 62.000 Scheidsrechter: Giorgio Bernardi (ITA) |

|                                                                    |                                  |       |       |                                                                                      |
| 9 mei Vriendschappelijk № 248 «onderlinge duels» 16:30 uur (UTC+1) | Oostenrijk                       | 2 – 0 | Wales | Prater-Stadion, Wenen Toeschouwers: 58.000 Scheidsrechter: Louis Fauquemberghe (FRA) |
| 9 mei Vriendschappelijk № 248 «onderlinge duels» 16:30 uur (UTC+1) | Robert Dienst 50' Paul Halla 81' |       |       | Prater-Stadion, Wenen Toeschouwers: 58.000 Scheidsrechter: Louis Fauquemberghe (FRA) |

|                                                                     |                                                                                          |       |           |                                                                                 |
| 30 mei Vriendschappelijk № 249 «onderlinge duels» 17:00 uur (UTC+1) | Oostenrijk                                                                               | 5 – 0 | Noorwegen | Prater-Stadion, Wenen Toeschouwers: 46.000 Scheidsrechter: Albert Meißner (FRG) |
| 30 mei Vriendschappelijk № 249 «onderlinge duels» 17:00 uur (UTC+1) | Walter Schleger 48' Ernst Happel 53' Erich Probst 61', 68' Harry Boye Karlsen 76' (e.d.) |       |           | Prater-Stadion, Wenen Toeschouwers: 46.000 Scheidsrechter: Albert Meißner (FRG) |

| Wereldkampioenschap voetbal 1954 |
| -------------------------------- |

|                                                                    |                  |       |           |                                                                             |
| 16 juni WK 1954 Groep C № 250 «onderlinge duels» 18:00 uur (UTC+1) | Oostenrijk       | 1 – 0 | Schotland | Hardturm, Zürich Toeschouwers: 25.000 Scheidsrechter: Laurent Franken (BEL) |
| 16 juni WK 1954 Groep C № 250 «onderlinge duels» 18:00 uur (UTC+1) | Erich Probst 33' |       |           | Hardturm, Zürich Toeschouwers: 25.000 Scheidsrechter: Laurent Franken (BEL) |

|                                                                    |                                                   |       |                   |                                                                             |
| 19 juni WK 1954 Groep C № 251 «onderlinge duels» 17:00 uur (UTC+1) | Oostenrijk                                        | 5 – 0 | Tsjecho-Slowakije | Hardturm, Zürich Toeschouwers: 21.000 Scheidsrechter: Vasa Stefanović (YUG) |
| 19 juni WK 1954 Groep C № 251 «onderlinge duels» 17:00 uur (UTC+1) | Ernst Stojaspal 3', 65' Erich Probst 4', 21', 24' |       |                   | Hardturm, Zürich Toeschouwers: 21.000 Scheidsrechter: Vasa Stefanović (YUG) |

|                                                                        |                                                   |       |                                                                                       | |
| 26 juni WK 1954 Kwartfinale № 252 «onderlinge duels» 17:00 uur (UTC+1) | Zwitserland                                       | 5 – 7 | Oostenrijk                                                                            | Stade Olympique de la Pontaise, Lausanne Toeschouwers: 30.340 Scheidsrechter: Charlie Faultless (SCO) |
| 26 juni WK 1954 Kwartfinale № 252 «onderlinge duels» 17:00 uur (UTC+1) | Robert Ballaman 16', 37' Seppe Hügi 17', 19', 58' |       | 25', 27', 53' Theodor Wagner 26', 34' Alfred Körner 31' Ernst Ocwirk 75' Erich Probst | Stade Olympique de la Pontaise, Lausanne Toeschouwers: 30.340 Scheidsrechter: Charlie Faultless (SCO) |

|                                                                         |                  |       |                                                                                             |                                                                                     |
| 30 juni WK 1954 Halve finale № 253 «onderlinge duels» 18:00 uur (UTC+1) | Oostenrijk       | 1 – 6 | West-Duitsland                                                                              | St. Jakob-Park, Bazel Toeschouwers: 57.000 Scheidsrechter: Vincenzo Orlandini (ITA) |
| 30 juni WK 1954 Halve finale № 253 «onderlinge duels» 18:00 uur (UTC+1) | Erich Probst 51' |       | 31' Hans Schäfer 47' Max Morlock 54' (pen.), 64' (pen.) Fritz Walter 61', 89' Ottmar Walter | St. Jakob-Park, Bazel Toeschouwers: 57.000 Scheidsrechter: Vincenzo Orlandini (ITA) |

|                                                                        |                  |       |                                                                  |                                                                           |
| 3 juli WK 1954 Troostfinale № 254 «onderlinge duels» 17:00 uur (UTC+1) | Uruguay          | 1 – 3 | Oostenrijk                                                       | Hardturm, Zürich Toeschouwers: 31.000 Scheidsrechter: Paul Wyssling (SUI) |
| 3 juli WK 1954 Troostfinale № 254 «onderlinge duels» 17:00 uur (UTC+1) | Juan Hohberg 22' |       | 16' (pen.) Ernst Stojaspal 59' (e.d.) Luis Cruz 89' Ernst Ocwirk | Hardturm, Zürich Toeschouwers: 31.000 Scheidsrechter: Paul Wyssling (SUI) |

|  |  |  |  |  |  |  |  |  |

|                                                                        |                                      |       |                                        |                                                                          |
| 3 oktober Vriendschappelijk № 255 «onderlinge duels» 15:00 uur (UTC+1) | Oostenrijk                           | 2 – 2 | Joegoslavië                            | Praterstadion, Wenen Toeschouwers: 60.000 Scheidsrechter: Leo Horn (NED) |
| 3 oktober Vriendschappelijk № 255 «onderlinge duels» 15:00 uur (UTC+1) | Otto Walzhofer 3' Walter Haummer 50' |       | 18' Branko Stanković 31' Stjepan Bobek | Praterstadion, Wenen Toeschouwers: 60.000 Scheidsrechter: Leo Horn (NED) |

|                                                                         |                                       |       |                    |                                                                           |
| 31 oktober Vriendschappelijk № 256 «onderlinge duels» 13:30 uur (UTC+1) | Zweden                                | 2 – 1 | Oostenrijk         | Råsundastadion, Solna Toeschouwers: 37.019 Scheidsrechter: Leo Horn (NED) |
| 31 oktober Vriendschappelijk № 256 «onderlinge duels» 13:30 uur (UTC+1) | Nils Åke Sandell 4' John Eriksson 86' |       | 70' Theodor Wagner | Råsundastadion, Solna Toeschouwers: 37.019 Scheidsrechter: Leo Horn (NED) |

|                                                                          |                                                                        |       |                     |                                                                                     |
| 14 november Vriendschappelijk № 257 «onderlinge duels» 14:00 uur (UTC+1) | Hongarije                                                              | 4 – 1 | Oostenrijk          | Népstadion, Boedapest Toeschouwers: 94.000 Scheidsrechter: Vincenzo Orlandini (ITA) |
| 14 november Vriendschappelijk № 257 «onderlinge duels» 14:00 uur (UTC+1) | Zoltán Czibor 8' Péter Palotás 51' Sándor Kocsis 67' Károly Sándor 80' |       | 23' Gerhard Hanappi | Népstadion, Boedapest Toeschouwers: 94.000 Scheidsrechter: Vincenzo Orlandini (ITA) |

### 1955
| |                                                          |       |                                    |                                                                                  |
| 27 maart Centraal-Europese Internationale Beker 1955-1960 № 258 «onderlinge duels» 16:00 uur (UTC+1) | Tsjecho-Slowakije                                        | 3 – 2 | Oostenrijk                         | Za Lužánkamistadion, Brno Toeschouwers: 45.000 Scheidsrechter: Leo Lemešić (YUG) |
| 27 maart Centraal-Europese Internationale Beker 1955-1960 № 258 «onderlinge duels» 16:00 uur (UTC+1) | Zdeněk Procházka 6' Josef Crha 33' (pen.) Jiří Pešek 52' |       | 35' Erich Probst 42' Robert Dienst | Za Lužánkamistadion, Brno Toeschouwers: 45.000 Scheidsrechter: Leo Lemešić (YUG) |

| |                 |       |                                       |                                                                                        |
| 24 april Centraal-Europese Internationale Beker 1955-1960 № 259 «onderlinge duels» 17:00 uur (UTC+1) | Oostenrijk      | 2 – 2 | Hongarije                             | Praterstadion, Wenen Toeschouwers: 60.000 Scheidsrechter: Vasilis Diamantopoulos (GRE) |
| 24 april Centraal-Europese Internationale Beker 1955-1960 № 259 «onderlinge duels» 17:00 uur (UTC+1) | Probst 11', 30' |       | 7' Máté Fenyvesi 29' Nándor Hidegkuti | Praterstadion, Wenen Toeschouwers: 60.000 Scheidsrechter: Vasilis Diamantopoulos (GRE) |

|                                                                                                   |                                     |       |                                                               |                                                                              |
| 1 mei Centraal-Europese Internationale Beker 1955-1960 № 260 «onderlinge duels» 15:00 uur (UTC+1) | Zwitserland                         | 2 – 3 | Oostenrijk                                                    | Wankdorf, Bern Toeschouwers: 40.000 Scheidsrechter: Vincenzo Orlandini (ITA) |
| 1 mei Centraal-Europese Internationale Beker 1955-1960 № 260 «onderlinge duels» 15:00 uur (UTC+1) | Josef Hügi 21' Roger Vonlanthen 42' |       | 27' Otto Hofbauer 54' (pen.) Richard Brousek 58' Erich Probst | Wankdorf, Bern Toeschouwers: 40.000 Scheidsrechter: Vincenzo Orlandini (ITA) |

|                                                                     |                  |       |                                                                          |                                                                                   |
| 19 mei Vriendschappelijk № 261 «onderlinge duels» 17:00 uur (UTC+1) | Oostenrijk       | 1 – 4 | Schotland                                                                | Prater-stadion, Wenen Toeschouwers: 65.000 Scheidsrechter: Giorgio Bernardi (ITA) |
| 19 mei Vriendschappelijk № 261 «onderlinge duels» 17:00 uur (UTC+1) | Ernst Ocwirk 87' |       | 1' Archie Robertson 43' Gordon Smith 70' Billy Liddell 89' Lawrie Reilly | Prater-stadion, Wenen Toeschouwers: 65.000 Scheidsrechter: Giorgio Bernardi (ITA) |

| |                                                                                           |       |                   |                                                                                      |
| 16 oktober Centraal-Europese Internationale Beker 1955-1960 № 262 «onderlinge duels» 14:30 uur (UTC+1) | Hongarije                                                                                 | 6 – 1 | Oostenrijk        | Népstadion, Boedapest Toeschouwers: 104.000 Scheidsrechter: Karel van der Meer (NED) |
| 16 oktober Centraal-Europese Internationale Beker 1955-1960 № 262 «onderlinge duels» 14:30 uur (UTC+1) | Lajos Tichy 4' Sándor Kocsis 60' Zoltán Czibor 65', 81' József Tóth 67' Ferenc Puskás 84' |       | 53' Herbert Grohs | Népstadion, Boedapest Toeschouwers: 104.000 Scheidsrechter: Karel van der Meer (NED) |

| |                                       |       |                       |                                                                                    |
| 30 oktober Centraal-Europese Internationale Beker 1955-1960 № 263 «onderlinge duels» 15:00 uur (UTC+1) | Oostenrijk                            | 2 – 1 | Joegoslavië           | Praterstadion, Wenen Toeschouwers: 60.000 Scheidsrechter: Francesco Liverani (ITA) |
| 30 oktober Centraal-Europese Internationale Beker 1955-1960 № 263 «onderlinge duels» 15:00 uur (UTC+1) | Herbert Grohs 18' Gerhard Hanappi 48' |       | 26' Miloš Milutinović | Praterstadion, Wenen Toeschouwers: 60.000 Scheidsrechter: Francesco Liverani (ITA) |

|                                                                        |                    |       |                                       |                                                                                        |
| 23 november Vriendschappelijk № 264 «onderlinge duels» 14:00 uur (UTC) | Wales              | 1 – 2 | Oostenrijk                            | The Racecourse, Wrexham Toeschouwers: 39.000 Scheidsrechter: Louis Fauquemberghe (FRA) |
| 23 november Vriendschappelijk № 264 «onderlinge duels» 14:00 uur (UTC) | Derek Tapscott 35' |       | 5' Theodor Wagner 20' Gerhard Hanappi | The Racecourse, Wrexham Toeschouwers: 39.000 Scheidsrechter: Louis Fauquemberghe (FRA) |

### 1956
|                                                                       |                                                        |       |                     |                                                                                                  |
| 25 maart Vriendschappelijk № 265 «onderlinge duels» 15:30 uur (UTC+1) | Frankrijk                                              | 3 – 1 | Oostenrijk          | Stade olympique Yves-du-Manoir, Colombes Toeschouwers: 42.223 Scheidsrechter: Arthur Ellis (ENG) |
| 25 maart Vriendschappelijk № 265 «onderlinge duels» 15:30 uur (UTC+1) | Michel Leblond 15' Jean Vincent 30' Roger Piantoni 68' |       | 49' Gerhard Hanappi | Stade olympique Yves-du-Manoir, Colombes Toeschouwers: 42.223 Scheidsrechter: Arthur Ellis (ENG) |

|                                                                       |                                         |       |                                      |                                                                                 |
| 15 april Vriendschappelijk № 266 «onderlinge duels» 16:00 uur (UTC+1) | Oostenrijk                              | 2 – 3 | Brazilië                             | Praterstadion, Wenen Toeschouwers: 55.000 Scheidsrechter: Veljko Romčević (YUG) |
| 15 april Vriendschappelijk № 266 «onderlinge duels» 16:00 uur (UTC+1) | Rudolf Sabetzer 16' Rudolf Sabetzer 77' |       | 73' Gino Orlando 75' Zózimo 87' Didi | Praterstadion, Wenen Toeschouwers: 55.000 Scheidsrechter: Veljko Romčević (YUG) |

|                                                                    |                |       |                    |                                                                                 |
| 2 mei Vriendschappelijk № 267 «onderlinge duels» 18:30 uur (UTC+1) | Schotland      | 1 – 1 | Oostenrijk         | Hampden Park, Glasgow Toeschouwers: 80.509 Scheidsrechter: Jan Bronkhorst (NED) |
| 2 mei Vriendschappelijk № 267 «onderlinge duels» 18:30 uur (UTC+1) | Alfie Conn 12' |       | 13' Theodor Wagner | Hampden Park, Glasgow Toeschouwers: 80.509 Scheidsrechter: Jan Bronkhorst (NED) |

| |                    |       |                 |                                                                                     |
| 17 juni Centraal-Europese Internationale Beker 1955-1960 № 268 «onderlinge duels» 17:00 uur (UTC+1) | Joegoslavië        | 1 – 1 | Oostenrijk      | Maksimirstadion, Zagreb Toeschouwers: 30.000 Scheidsrechter: Sándor Harangozó (HUN) |
| 17 juni Centraal-Europese Internationale Beker 1955-1960 № 268 «onderlinge duels» 17:00 uur (UTC+1) | Zdravko Rajkov 60' |       | 55' Karl Koller | Maksimirstadion, Zagreb Toeschouwers: 30.000 Scheidsrechter: Sándor Harangozó (HUN) |

|                                                                              | |       |           |                                                                                     |
| 30 september WK 1958 kwalificatie № 269 «onderlinge duels» 15:00 uur (UTC+1) | Oostenrijk                                                                                                | 7 – 0 | Luxemburg | Prater-Stadion, Wenen Toeschouwers: 47.000 Scheidsrechter: Francesco Liverani (ITA) |
| 30 september WK 1958 kwalificatie № 269 «onderlinge duels» 15:00 uur (UTC+1) | Gerhard Hanappi 18', 25' Otto Walzhofer 51' Theodor Wagner 62', 77' Ernst Kozlicek 71' Walter Haummer 79' |       |           | Prater-Stadion, Wenen Toeschouwers: 47.000 Scheidsrechter: Francesco Liverani (ITA) |

|                                                                         |            |                                     |           |                                                                                |
| 14 oktober Vriendschappelijk № 270 «onderlinge duels» 14:30 uur (UTC+1) | Oostenrijk | 0 – 2                               | Hongarije | Prater-Stadion, Wenen Toeschouwers: 65.000 Scheidsrechter: Paul Wyssling (SUI) |
| 14 oktober Vriendschappelijk № 270 «onderlinge duels» 14:30 uur (UTC+1) |            | 26' Ferenc Puskás 65' Károly Sándor |           | Prater-Stadion, Wenen Toeschouwers: 65.000 Scheidsrechter: Paul Wyssling (SUI) |

| |                  |       |            |                                                                                      |
| 9 december Centraal-Europese Internationale Beker 1955-1960 № 271 «onderlinge duels» 14:30 uur (UTC+1) | Italië           | 2 – 1 | Oostenrijk | Stadio Luigi Ferraris, Genua Toeschouwers: 55.000 Scheidsrechter: Emilio Guidi (SUI) |
| 9 december Centraal-Europese Internationale Beker 1955-1960 № 271 «onderlinge duels» 14:30 uur (UTC+1) | Longoni 37', 48' |       | 55' Körner | Stadio Luigi Ferraris, Genua Toeschouwers: 55.000 Scheidsrechter: Emilio Guidi (SUI) |

### 1957
|                                                                       |                                          |       |                                          |                                                                                 |
| 10 maart Vriendschappelijk № 272 «onderlinge duels» 14:30 uur (UTC+1) | Oostenrijk                               | 2 – 3 | West-Duitsland                           | Prater-Stadion, Wenen Toeschouwers: 67.000 Scheidsrechter: Jan Bronkhorst (NED) |
| 10 maart Vriendschappelijk № 272 «onderlinge duels» 14:30 uur (UTC+1) | Theodor Wagner 58' (pen.) Hans Buzek 74' |       | 25', 69' Helmut Rahn 34' Engelbert Kraus | Prater-Stadion, Wenen Toeschouwers: 67.000 Scheidsrechter: Jan Bronkhorst (NED) |

| |                                                       |       |             |                                                                                 |
| 14 april Centraal-Europese Internationale Beker 1955-1960 № 273 «onderlinge duels» 15:30 uur (UTC+1) | Oostenrijk                                            | 4 – 0 | Zwitserland | Praterstadion, Wenen Toeschouwers: 65.000 Scheidsrechter: Vasa Stefanović (YUG) |
| 14 april Centraal-Europese Internationale Beker 1955-1960 № 273 «onderlinge duels» 15:30 uur (UTC+1) | Hans Buzek 8', 53' Walter Haummer 62' Karl Koller 77' |       |             | Praterstadion, Wenen Toeschouwers: 65.000 Scheidsrechter: Vasa Stefanović (YUG) |

|                                                                    |                   |       |        |                                                                                 |
| 5 mei Vriendschappelijk № 274 «onderlinge duels» 16:00 uur (UTC+1) | Oostenrijk        | 1 – 0 | Zweden | Prater-Stadion, Wenen Toeschouwers: 62.000 Scheidsrechter: Jaroslav Vlček (TCH) |
| 5 mei Vriendschappelijk № 274 «onderlinge duels» 16:00 uur (UTC+1) | Robert Dienst 21' |       |        | Prater-Stadion, Wenen Toeschouwers: 62.000 Scheidsrechter: Jaroslav Vlček (TCH) |

|                                                                        |                                                      |       |                         |                                                                                 |
| 26 mei WK 1958 kwalificatie № 275 «onderlinge duels» 16:30 uur (UTC+1) | Oostenrijk                                           | 3 – 2 | Nederland               | Prater-Stadion, Wenen Toeschouwers: 54.207 Scheidsrechter: Emil Schmetzer (FRG) |
| 26 mei WK 1958 kwalificatie № 275 «onderlinge duels» 16:30 uur (UTC+1) | Karl Koller 47' Hans Buzek 80' Karl Stotz 87' (pen.) |       | 31', 32' Noud van Melis | Prater-Stadion, Wenen Toeschouwers: 54.207 Scheidsrechter: Emil Schmetzer (FRG) |

|                                                                           |                                                                 |       |                                                |                                                                                     |
| 15 september Vriendschappelijk № 276 «onderlinge duels» 15:30 uur (UTC+1) | Joegoslavië                                                     | 3 – 3 | Oostenrijk                                     | JNA Stadion, Belgrado Toeschouwers: 50.000 Scheidsrechter: Vincenzo Orlandini (ITA) |
| 15 september Vriendschappelijk № 276 «onderlinge duels» 15:30 uur (UTC+1) | Zdravko Rajkov 15' Karl Koller 20' (e.d.) Miloš Milutinović 70' |       | 32' (pen.) Ernst Happel 45', 62' Robert Dienst | JNA Stadion, Belgrado Toeschouwers: 50.000 Scheidsrechter: Vincenzo Orlandini (ITA) |

|                                                                              |                 |       |                     |                                                                                      |
| 25 september WK 1958 kwalificatie № 277 «onderlinge duels» 16:30 uur (UTC+1) | Nederland       | 1 – 1 | Oostenrijk          | Olympisch Stadion, Amsterdam Toeschouwers: 65.000 Scheidsrechter: Arthur Ellis (ENG) |
| 25 september WK 1958 kwalificatie № 277 «onderlinge duels» 16:30 uur (UTC+1) | Abe Lenstra 63' |       | 29' Gerhard Hanappi | Olympisch Stadion, Amsterdam Toeschouwers: 65.000 Scheidsrechter: Arthur Ellis (ENG) |

|                                                                              |           |                                                              |            |                                                                                    |
| 29 september WK 1958 kwalificatie № 278 «onderlinge duels» 15:00 uur (UTC+1) | Luxemburg | 0 – 3                                                        | Oostenrijk | Stade Municipal, Luxemburg Toeschouwers: 2.500 Scheidsrechter: Gérard Versyp (BEL) |
| 29 september WK 1958 kwalificatie № 278 «onderlinge duels» 15:00 uur (UTC+1) |           | 20' Robert Dienst 48' Ernst Kozlicek 86' Helmut Senekowitsch |            | Stade Municipal, Luxemburg Toeschouwers: 2.500 Scheidsrechter: Gérard Versyp (BEL) |

| |                                           |       |                       |                                                                                  |
| 13 oktober Centraal-Europese Internationale Beker 1955-1960 № 279 «onderlinge duels» 14:30 uur (UTC+1) | Oostenrijk                                | 2 – 2 | Tsjecho-Slowakije     | Praterstadion, Wenen Toeschouwers: 56.000 Scheidsrechter: Gottfried Dienst (SUI) |
| 13 oktober Centraal-Europese Internationale Beker 1955-1960 № 279 «onderlinge duels» 14:30 uur (UTC+1) | Alfred Körner 30' Helmut Senekowitsch 54' |       | 5', 7' Anton Moravčík | Praterstadion, Wenen Toeschouwers: 56.000 Scheidsrechter: Gottfried Dienst (SUI) |

### 1958
| |                                  |       |                        |                                                                               |
| 23 maart Centraal-Europese Internationale Beker 1955-1960 № 280 «onderlinge duels» 15:00 uur (UTC+1) | Oostenrijk                       | 3 – 2 | Italië                 | Praterstadion, Wenen Toeschouwers: 60.000 Scheidsrechter: Gérard Versyp (BEL) |
| 23 maart Centraal-Europese Internationale Beker 1955-1960 № 280 «onderlinge duels» 15:00 uur (UTC+1) | Kozlicek 4' Körner 79' Buzek 82' |       | 47' Petris 61' Firmani | Praterstadion, Wenen Toeschouwers: 60.000 Scheidsrechter: Gérard Versyp (BEL) |

|                                                                     |                                                   |       |                   |                                                                               |
| 14 mei Vriendschappelijk № 281 «onderlinge duels» 19:15 uur (UTC+1) | Oostenrijk                                        | 3 – 1 | Ierland           | Praterstadion, Wenen Toeschouwers: 35.000 Scheidsrechter: Paul Wyssling (SUI) |
| 14 mei Vriendschappelijk № 281 «onderlinge duels» 19:15 uur (UTC+1) | Alfred Körner 18' Hans Buzek 58' Josef Hamerl 77' |       | 70' Dermot Curtis | Praterstadion, Wenen Toeschouwers: 35.000 Scheidsrechter: Paul Wyssling (SUI) |

| Wereldkampioenschap voetbal 1958 |
| -------------------------------- |

|                                                                |                                          |       |            |                                                                                    |
| 8 juni 1958 Groep D № 282 «onderlinge duels» 19:00 uur (UTC+1) | Brazilië                                 | 3 – 0 | Oostenrijk | Rimnersvallen, Uddevalla Toeschouwers: 17.778 Scheidsrechter: Maurice Guigue (FRA) |
| 8 juni 1958 Groep D № 282 «onderlinge duels» 19:00 uur (UTC+1) | José Altafini 37', 85' Nílton Santos 50' |       |            | Rimnersvallen, Uddevalla Toeschouwers: 17.778 Scheidsrechter: Maurice Guigue (FRA) |

|                                                                 |            |                                 |             |                                                                           |
| 11 juni 1958 Groep D № 283 «onderlinge duels» 19:00 uur (UTC+1) | Oostenrijk | 0 – 2                           | Sovjet-Unie | Ryavallen, Borås Toeschouwers: 21.239 Scheidsrechter: Carl Jorgense (DEN) |
| 11 juni 1958 Groep D № 283 «onderlinge duels» 19:00 uur (UTC+1) |            | 15' Anatoli Iljin 62' V. Ivanov |             | Ryavallen, Borås Toeschouwers: 21.239 Scheidsrechter: Carl Jorgense (DEN) |

|                                                                 |                                   |       |                                   |                                                                            |
| 15 juni 1958 Groep D № 284 «onderlinge duels» 19:00 uur (UTC+1) | Oostenrijk                        | 2 – 2 | Engeland                          | Ryavallen, Borås Toeschouwers: 15.872 Scheidsrechter: Jan Bronkhorst (NED) |
| 15 juni 1958 Groep D № 284 «onderlinge duels» 19:00 uur (UTC+1) | Karl Koller 15' Alfred Körner 71' |       | 56' Johnny Haynes 74' Derek Kevan | Ryavallen, Borås Toeschouwers: 15.872 Scheidsrechter: Jan Bronkhorst (NED) |

|  |  |  |  |  |  |  |  |  |

|                                                                           |                                                      |       |                                                   |                                                                                      |
| 14 september Vriendschappelijk № 285 «onderlinge duels» 15:30 uur (UTC+1) | Oostenrijk                                           | 3 – 4 | Joegoslavië                                       | Prater-Stadion, Wenen Toeschouwers: 67.000 Scheidsrechter: Louis Fauquemberghe (FRA) |
| 14 september Vriendschappelijk № 285 «onderlinge duels» 15:30 uur (UTC+1) | Ernst Happel 7' Herbert Ninaus 18' Alfred Körner 25' |       | 31', 68', 70' Todor Veselinović 62' Muhamed Mujić | Prater-Stadion, Wenen Toeschouwers: 67.000 Scheidsrechter: Louis Fauquemberghe (FRA) |

|                                                                        |               |       |                                         |                                                                               |
| 5 oktober Vriendschappelijk № 286 «onderlinge duels» 14:30 uur (UTC+1) | Oostenrijk    | 1 – 2 | Frankrijk                               | Prater-Stadion, Wenen Toeschouwers: 71.000 Scheidsrechter: Cesare Jonni (ITA) |
| 5 oktober Vriendschappelijk № 286 «onderlinge duels» 14:30 uur (UTC+1) | Erich Hof 21' |       | 54' Léon Deladerrière 56' Just Fontaine | Prater-Stadion, Wenen Toeschouwers: 71.000 Scheidsrechter: Cesare Jonni (ITA) |

|                                                                          |                      |       |                                  |                                                                                     |
| 19 november Vriendschappelijk № 287 «onderlinge duels» 14:00 uur (UTC+1) | West-Duitsland       | 2 – 2 | Oostenrijk                       | Olympiastadion, West-Berlijn Toeschouwers: 85.000 Scheidsrechter: Milan Fencl (TCH) |
| 19 november Vriendschappelijk № 287 «onderlinge duels» 14:00 uur (UTC+1) | Helmut Rahn 16', 89' |       | 42' Walter Horak 61' Adolf Knoll | Olympiastadion, West-Berlijn Toeschouwers: 85.000 Scheidsrechter: Milan Fencl (TCH) |

### 1959
|                                                                        |           |               |            |                                                                                  |
| 20 mei EK 1960 kwalificatie № 288 «onderlinge duels» 19:00 uur (UTC+2) | Noorwegen | 0 – 1         | Oostenrijk | Ullevaalstadion, Oslo Toeschouwers: 27.566 Scheidsrechter: Werner Bergmann (DDR) |
| 20 mei EK 1960 kwalificatie № 288 «onderlinge duels» 19:00 uur (UTC+2) |           | 32' Erich Hof |            | Ullevaalstadion, Oslo Toeschouwers: 27.566 Scheidsrechter: Werner Bergmann (DDR) |

|                                                                     |        |                                      |            |                                                                               |
| 24 mei Vriendschappelijk № 289 «onderlinge duels» 16:00 uur (UTC+1) | België | 0 – 2                                | Oostenrijk | Heizelstadion, Brussel Toeschouwers: 32.300 Scheidsrechter: Karol Galba (TCH) |
| 24 mei Vriendschappelijk № 289 «onderlinge duels» 16:00 uur (UTC+1) |        | 11' Karl Skerlan 55' Wilhelm Huberts |            | Heizelstadion, Brussel Toeschouwers: 32.300 Scheidsrechter: Karol Galba (TCH) |

|                                                                      |                                                             |       |                                      |                                                                                |
| 14 juni Vriendschappelijk № 290 «onderlinge duels» 17:00 uur (UTC+1) | Oostenrijk                                                  | 4 – 2 | België                               | Prater-Stadion, Wenen Toeschouwers: 32.000 Scheidsrechter: Daniel Mellet (SUI) |
| 14 juni Vriendschappelijk № 290 «onderlinge duels» 17:00 uur (UTC+1) | Karl Skerlan 17' Erich Hof 59' (pen.), 62' Walter Horak 88' |       | 4' Frits Vanden Boer 38' Rik Coppens | Prater-Stadion, Wenen Toeschouwers: 32.000 Scheidsrechter: Daniel Mellet (SUI) |

|                                                                              |                                                                |       |                       |                                                                                        |
| 23 september EK 1960 kwalificatie № 291 «onderlinge duels» 19:00 uur (UTC+1) | Oostenrijk                                                     | 5 – 2 | Noorwegen             | Prater-Stadion, Wenen Toeschouwers: 34.989 Scheidsrechter: Dimosthenis Stathatos (GRE) |
| 23 september EK 1960 kwalificatie № 291 «onderlinge duels» 19:00 uur (UTC+1) | Erich Hof 2', 26' (pen.) Horst Nemec 21', 73' Karl Skerlan 60' |       | 20', 35' Ove Ødegaard | Prater-Stadion, Wenen Toeschouwers: 34.989 Scheidsrechter: Dimosthenis Stathatos (GRE) |

|                                                                          |                                                                                                 |       |                                                       |                                                                                       |
| 22 november Vriendschappelijk № 292 «onderlinge duels» 15:30 uur (UTC+1) | Spanje                                                                                          | 6 – 3 | Oostenrijk                                            | Estadio Mestalla, Valencia Toeschouwers: 60.000 Scheidsrechter: Pierre Schwinte (FRA) |
| 22 november Vriendschappelijk № 292 «onderlinge duels» 15:30 uur (UTC+1) | Alfredo Di Stéfano 10', 63' Luis Suárez 14', 27' (pen.) Eulogio Martínez 50' Enrique Mateos 79' |       | 40' Erich Hof 56' Helmut Senekowitsch 86' Adolf Knoll | Estadio Mestalla, Valencia Toeschouwers: 60.000 Scheidsrechter: Pierre Schwinte (FRA) |

|                                                                             |                                                  |       |                                     | |
| 13 december EK 1960 kwalificatie № 293 «onderlinge duels» 14:30 uur (UTC+1) | Frankrijk                                        | 5 – 2 | Oostenrijk                          | Stade olympique Yves-du-Manoir, Colombes Toeschouwers: 43.775 Scheidsrechter: Manuel Asensi Martín (ESP) |
| 13 december EK 1960 kwalificatie № 293 «onderlinge duels» 14:30 uur (UTC+1) | Just Fontaine 6', 18', 70' Jean Vincent 38', 80' |       | 40' Walter Horak 65' Rudolf Pichler | Stade olympique Yves-du-Manoir, Colombes Toeschouwers: 43.775 Scheidsrechter: Manuel Asensi Martín (ESP) |

UEFA: Albanië · België · Bulgarije · Denemarken · West-Duitsland · Duitse Democratische Republiek · Engeland · Finland · Frankrijk · Griekenland · Hongarije · Ierland · IJsland · Italië · Joegoslavië · Kroatië · Luxemburg · Malta · Nederland · Noord-Ierland · Noorwegen · Oostenrijk · Polen · Portugal · Roemenië · Saarland · Schotland · Sovjet-Unie · Spanje · Tsjecho-Slowakije · Turkije · Wales · Zweden · Zwitserland

AFC: Israël
ÖFB · A-internationals · Selecties · Bondscoaches · Oostenrijks vrouwenelftal · Olympisch elftal · Oostenrijk U21 · Oostenrijk U20 · Oostenrijk U19 · Oostenrijk U18 · Oostenrijk U17 · Oostenrijk U16 · Vrouwen U17
1902 – 1919 ·
1920 – 1929 ·
1930 – 1939 ·
1940 – 1949 ·
1950 – 1959 ·
1960 – 1969 ·
1970 – 1979 ·
1980 – 1989 ·
1990 – 1999 ·
2000 – 2009 ·
2010 – 2019 ·
2020 – 2029
EK's: 2008 · 
2016 · 
2020 · 
2024
WK's: 1934 · 
1954 · 
1958 · 
1978 · 
1982 · 
1990 · 
1998
OS: 1912 ·
1936 ·
1948 ·
1952
1902 · 
1903 · 
1904 · 
1905 · 
1906 · 
1907 · 
1908 · 
1909 · 
1910 · 
1911 · 
1912 · 
1913 · 
1914 · 
1915 · 
1916 · 
1917 · 
1918 · 
1919 · 
1920 · 
1921 · 
1922 · 
1923 · 
1924 · 
1925 · 
1926 · 
1927 · 
1928 · 
1929 · 
1930 · 
1931 · 
1932 · 
1933 · 
1934 · 
1935 · 
1936 · 
1937 · 
1938 · 1939 · 1940 · 1941 · 1942 · 1943 · 1944 · 1945 · 
1946 · 
1947 · 
1948 · 
1949 · 
1950 · 
1952 · 
1952 · 
1953 · 
1954 · 
1955 · 
1956 · 
1957 · 
1958 · 
1959 · 
1960 · 
1961 · 
1962 · 
1963 · 
1964 · 
1965 · 
1966 · 
1967 · 
1968 · 
1969 · 
1970 · 
1971 · 
1972 · 
1973 · 
1974 · 
1975 · 
1976 · 
1977 · 
1978 · 
1979 · 
1980 · 
1981 · 
1982 · 
1983 · 
1984 · 
1985 · 
1986 · 
1987 · 
1988 · 
1989 · 
1990 ·
1991 · 
1992 · 
1993 · 
1994 · 
1995 · 
1996 · 
1997 · 
1998 · 
1999 · 
2000 · 
2001 · 
2002 · 
2003 · 
2004 · 
2005 · 
2006 · 
2007 · 
2008 · 
2009 · 
2010 · 
2011 · 
2012 · 
2013 · 
2014 · 
2015 · 
2016 · 
2017 · 
2018 · 
2019 · 
2020 · 
2021 ·
2022
Albanië ·
Algerije ·
Andorra ·
Argentinië ·
Azerbeidzjan ·
België ·
Bosnië en Herzegovina ·
Brazilië ·
Bulgarije ·
Canada ·
Chili ·
Costa Rica ·
Cyprus ·
Denemarken ·
DDR ·
Duitsland ·
Egypte ·
Engeland ·
Estland ·
Faeröer ·
Finland ·
Frankrijk ·
Georgië ·
Ghana ·
Griekenland ·
Hongarije ·
Ierland ·
IJsland ·
Iran ·
Israël ·
Italië ·
Ivoorkust ·
Japan ·
Joegoslavië ·
Kameroen ·
Kazachstan ·
Kroatië ·
Letland ·
Liechtenstein ·
Litouwen ·
Luxemburg ·
Malta ·
Moldavië ·
Montenegro ·
Nederland ·
Nigeria ·
Noord-Ierland ·
Noord-Macedonië ·
Noorwegen ·
Oekraïne ·
Paraguay ·
Peru ·
Polen ·
Portugal ·
Roemenië ·
Rusland ·
San Marino ·
Schotland ·
Servië ·
Slovenië ·
Slowakije ·
Sovjet-Unie ·
Spanje ·
Trinidad en Tobago ·
Tsjechië ·
Tsjecho-Slowakije ·
Tunesië ·
Turkije ·
Uruguay ·
Venezuela ·
Verenigde Staten ·
Wales ·
Wit-Rusland ·
Zweden ·
Zwitserland
Algerije (1982) · 
Chili (1982) · 
Duitsland (2008) · 
Frankrijk (1982) · 
Hongarije (2016) · 
Italië (2021) · 
Kroatië (2008) · 
Nederland (2021) · 
Noord-Ierland (1982) · 
Noord-Macedonië (2021) · 
Oekraïne (2021) · 
Polen (2008) ·  
Portugal (2016) · 
West-Duitsland (1982)